# Biegi narciarskie na Zimowych Igrzyskach Olimpijskich 1924
Biegi narciarskie na Zimowych Igrzyskach Olimpijskich 1924 – zawody olimpijskie w biegach narciarskich, rozegrane między 30 stycznia a 2 lutego 1924 w ramach Zimowych Igrzysk Olimpijskich 1924 w Chamonix-Mont-Blanc.
Po raz pierwszy biegacze narciarscy walczyli o medale olimpijskie. Przeprowadzone zostały dwie konkurencje mężczyzn – bieg na 18 i na 50 kilometrów techniką klasyczną. W obu najlepszy okazał się Thorleif Haug. Medale zdobyli także: Johan Grøttumsbråten, Tapani Niku oraz Thoralf Strømstad.
W igrzyskach wzięło udział łącznie 59 biegaczy narciarskich, którzy wystąpili w barwach dwunastu państw. Najmłodszym uczestnikiem zawodów olimpijskich w biegach był André Blusset (20 lat i 14 dni), natomiast najstarszym – Anders Haugen (35 lat i 100 dni).

## Terminarz
| Data             | Godzina   | Miejscowość | Konkurencja                         | Złoto         | Srebro               | Brąz                 |
| ---------------- | --------- | ----------- | ----------------------------------- | ------------- | -------------------- | -------------------- |
| 30 stycznia 1924 | 08:37 CET | Chamonix    | Bieg indywidualny mężczyzn na 50 km | Thorleif Haug | Thoralf Strømstad    | Johan Grøttumsbråten |
| 2 lutego 1924    | 09:30 CET | Chamonix    | Bieg indywidualny mężczyzn na 18 km | Thorleif Haug | Johan Grøttumsbråten | Tapani Niku          |

## Wyniki

### 18 km
| Miejsce | Państwo   | Zawodnik             | Czas      |
| ------- | --------- | -------------------- | --------- |
|         | Norwegia  | Thorleif Haug        | 1:14:31,4 |
|         | Norwegia  | Johan Grøttumsbråten | 1:15:51,0 |
|         | Finlandia | Tapani Niku          | 1:16:26,0 |
| 4.      | Norwegia  | Jon Mårdalen         | 1:16:56,8 |
| 5.      | Norwegia  | Einar Landvik        | 1:17:27,4 |
| 6.      | Szwecja   | Per-Erik Hedlund     | 1:17:42,0 |
| 7.      | Finlandia | Matti Raivio         | 1:19:10,4 |
| 8.      | Szwecja   | Elis Sandin          | 1:19:24,0 |
| 9.      | Szwecja   | Torkel Persson       | 1:19:29,8 |
| 10.     | Szwecja   | Erik Winnberg        | 1:20:29,4 |
| . . .   |           |                      |           |
| 27.     | Polska    | Franciszek Bujak     | 1:42:13,0 |
| 28.     | Polska    | Andrzej Krzeptowski  | 1:43:02,8 |

Data: 2.02.1924

### 50 km
| Miejsce | Państwo   | Zawodnik             | Czas    |
| ------- | --------- | -------------------- | ------- |
|         | Norwegia  | Thorleif Haug        | 3:44:32 |
|         | Norwegia  | Thoralf Strømstad    | 3:46:23 |
|         | Norwegia  | Johan Grøttumsbråten | 3:47:46 |
| 4.      | Norwegia  | Jon Mårdalen         | 3:49:48 |
| 5.      | Szwecja   | Torkel Persson       | 4:05:59 |
| 6.      | Szwecja   | Ernst Alm            | 4:06:31 |
| 7.      | Finlandia | Matti Raivio         | 4:06:50 |
| 8.      | Szwecja   | Oskar Lindberg       | 4:07:44 |
| 9.      | Włochy    | Enrico Colli         | 4:10:50 |
| 10.     | Włochy    | Giuseppe Ghedina     | 4:27:48 |
| . . .   |           |                      |         |
| 21.     | Polska    | Szczepan Witkowski   | 6:25:58 |

Data: 31.01.1924

## Klasyfikacja medalowa
| Lp. | Kraj      | złoto | srebro | brąz | razem |
| --- | --------- | ----- | ------ | ---- | ----- |
| 1.  | Norwegia  | 2     | 2      | 1    | 5     |
| 2.  | Finlandia | 0     | 0      | 1    | 1     |